# الأرشيدوق لودفيغ فيكتور النمساوي
أرشيدوق لودفيغ فيكتور من النمسا (بالألمانية: Ludwig Viktor von Österreich )‏ (و. 1842 – 1919 م) هو أرستقراطي نمساوي، ولد في فيينا، ويحمل رتبة عسكرية فريق أول، توفي عن عمر يناهز 77 عاماً.

## جوائز
حصل على جوائز منها:
- فارس الوسام الفيكتوري الملكي
- وسام فارس رهبانية الصوفة الذهبية[4]
- ترتيب سانت آنا الدرجة الأولى  [لغات أخرى]‏[4]
- وسام القديس ستيفن المجري من رتبة الصليب الأعظم ‏[4]
- نيشان فرسان القديس أندراوس
- نيشان فرسان القديس إسكندر نيڤيتسكي.[4]